# Lustslot

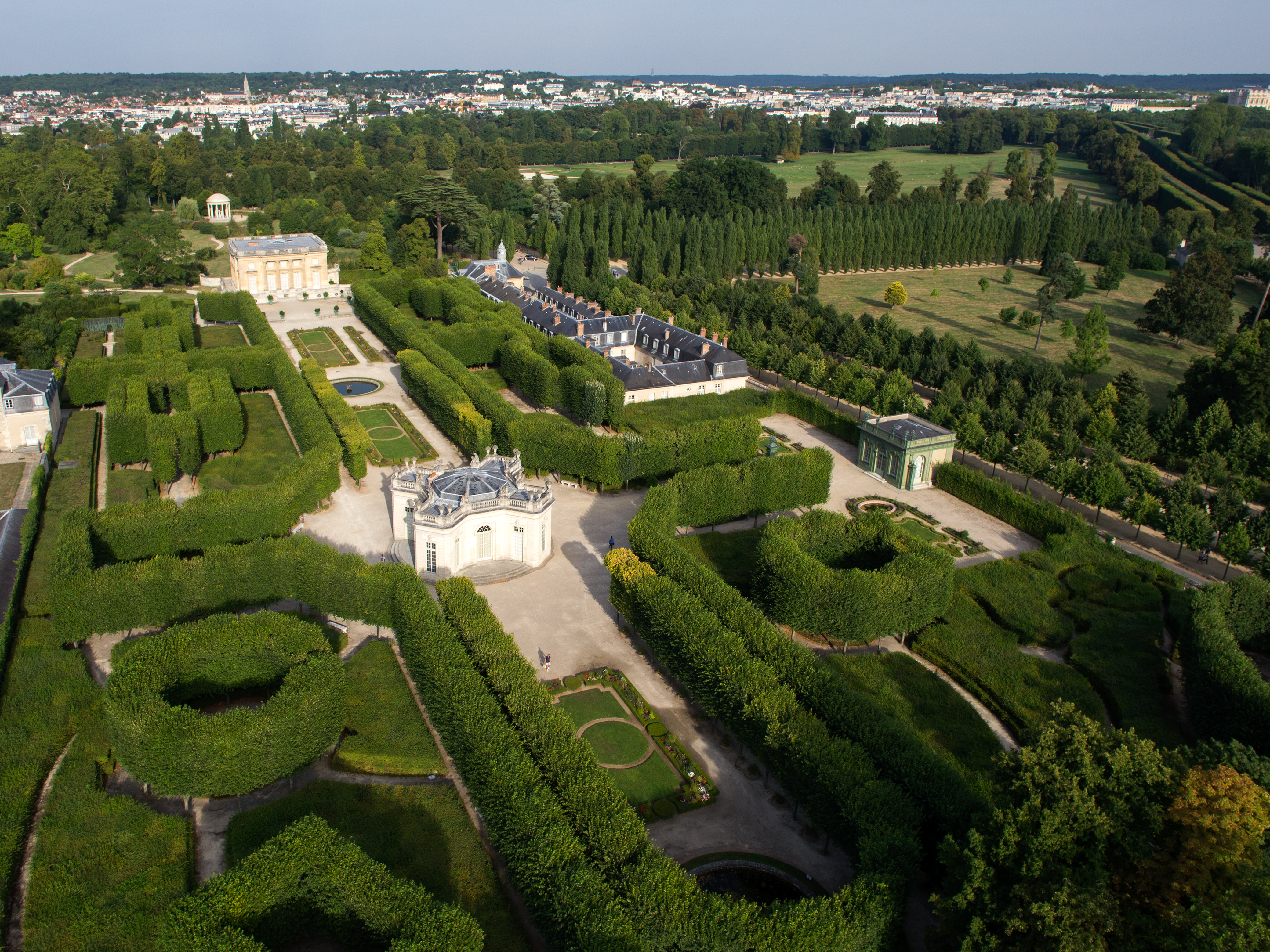
Twee maisons de plaisance in de tuinen van Versailles: het Petit Trianon (achtergrond) en het Pavillon français (voorgrond)

Een lustslot, lustkasteel of speelhuis (van Frans: maison de plaisance) was vanaf het einde van de middeleeuwen een kasteel of landhuis dat geen militaire functie had en ook niet als permanente woning was bedoeld.
Eerder was het een plaats waar adellijke lieden op een aangename plaats tijdelijk verbleven om zich te vermaken met bezigheden als jacht (jachtslot), spelen zoals malie, visite ontvangen, en dergelijke activiteiten. Daarbij werd een speelhuis ook gebruikt om zakelijke relaties te smeden of te onderhouden.
Men ziet het woord 'speelhuis' terugkomen in diverse straat- en veldnamen.

## Andere betekenissen
Tegenwoordig wordt het begrip "speelhuis" ook wel gebruikt voor uiteenlopende zaken als een theater, een casino, of een bordeel. Ook wordt het wel (meestal in de vorm "speelhuisje") gebruikt als aanduiding van speelgoed voor kinderen.